# Bellas
Bellas (em árabe: بالعاص) é uma cidade localizada na província de Aïn Defla, no norte da Argélia. Sua população era de 5 452 habitantes, em 2008.